# Marie Blažková (herečka)
Marie Blažková, rozená Štursová (12. října 1885 Královské Vinohrady – 29. prosince 1975 Svojšice u Kolína[zdroj⁠?!]) byla česká divadelní a filmová herečka.

## Život
Narodila se v rodině pekařského pomocníka Jana Stursy (1858) na Královských Vinohradech u Prahy a jeho první manželky Barbory roz. Ďadourkové (1854-1905), měla ještě starší sestru Annu (1878), a mladší sestru Alžbětu (1890). Divadelní dráhu nastoupila v roce 1901 jako operní sboristka v pražském Národním divadle. Po dvou letech zde byla již činoherní epizodistkou. V roce 1905 ji angažoval ředitel A. J. Frýda do své společnosti, s níž přišla na podzim stejného roku do Národního divadla v Brně. V roce 1908 odešla k nové kočující herecké společnosti, kterou založil její herecký kolega Jan Blažek (1867-1929), za něhož se v roce 1911 provdala. V roce 1921 byla společnost J.Blažka rozpuštěna a tak působila v letech 1922-1931 v divadle Uranie. V roce 1925 byla krátce v angažmá Tylova divadla v Nuslích. Krom svého působení v divadlech debutovala v roce 1926 jako filmová herečka v němém filmu „Prach a broky“.
V roce 1932 hrála pohostinsky v divadle Rokoko a ještě téhož roku přijala angažmá ve Švandově divadle na Smíchově, kde působila až do roku 1935. Roku 1935 Marie Blažková opakovaně hostovala v pražském Národním divadle a v sezonách 1935-36 působila v Uranii. Od další sezony nastoupila do Divadla Vlasty Buriana, kde hrála až do roku 1944. Od poloviny třicátých let pokračovala ve spolupráci s filmem a intenzivně natáčela i za německé okupace. Po obnovení divadelního provozu v květnu 1945 se vrátila na jeviště v nově ustaveném Divadle kolektivní tvorby, které však již po první sezoně zaniklo. V dalších létech pak už žádné divadelní angažmá nepřijala, ale několik let ještě působila jako filmová herečka. Svůj poslední film „Slovo dělá ženu“ natočila v roce 1952.
Filmografie Marie Blažkové je obsáhlá, čítá bezmála padesát filmů. Zahrnuje většinou vedlejší role matek a tetiček, hospodyň a bytných, starých dam a rozšafných babiček Z výrazných rolí, je třeba zmínit rozvádějící se Brigita Rabasová ve filmu Ducháček to zařídí (1938), matka Hostovská (dceru hrála Zita Kabátová) ve filmu Stříbrná oblaka (1938), matka Bártová (dceru hrála Adina Mandlová) ve filmu Holka nebo kluk (1938), otravná matka Hornová (opět dceru hrála Adina Mandlová) ve filmu U pokladny stál (1939), přísná matka Veronika Staňková (dceru hrála Jiřina Štěpničková) ve filmu Muzikantská Liduška (1940), dvakrát si zahrála hospodyni Vlasty Buriana, nejdříve ve filmu Provdám svou ženu (1941), kde se jmenovala Veronika Pospíšilová, a podruhé ve filmu Zlaté dno (1942), kde se její hospodyně jmenovala Růženka. Ve filmu Městečko na dlani (1942), hrála hodnou matku Trantincovou. Po roce 1945, rolí ubylo, z výrazných to byla manželka (Gustav Hilmar) radního Klepše, ve filmu Průlom (1946), moudrá Anna Frýbová ve filmu Hrdinové mlčí (1946). Poslední větší roli si zahrála ve filmu Pytláková schovanka (1949), kde sehrála tetu Anitu Novákovou.
Marie Blažková zemřela v domově důchodců ve Svojšicích u Kolína roku 1975, kde žila od roku 1957.[zdroj⁠?!]

## Filmografie
- Prach a broky (1926)
- Třetí rota (1931)
- Osudná chvíle (1935)
- Co se šeptá (1938)
- Děti na zakázku (1938)
- Ducháček to zařídí (1938)
- Holka nebo kluk? (1938)
- Neporažená armáda (1938)
- Stříbrná oblaka (1938)
- Cesta do hlubin študákovy duše (1939)
- Dvojí život (1939)
- Lízino štěstí (1939)
- Osmnáctiletá (1939)
- Paní Morálka kráčí městem (1939)
- Studujeme za školou (1939)
- U pokladny stál... (1939)
- Veselá bída (1939)
- Babička (1940)
- Dva týdny štěstí (1940)
- Konečně sami (1940)
- Minulost Jany Kosinové (1940)
- Muzikantská Liduška (1940)
- Pacientka Dr. Hegla (1940)
- Pohádka máje (1940)
- To byl český muzikant (1940)
- Vy neznáte Alberta? (1940)
- Za tichých nocí (1940)
- Noční motýl (1941)
- Pantáta Bezoušek (1941)
- Provdám svou ženu (1941)
- Roztomilý člověk (1941)
- Městečko na dlani (1942)
- Muži nestárnou (1942)
- Valentin Dobrotivý (1942)
- Zlaté dno (1942)
- Experiment (1943)
- Mlhy na blatech (1943)
- Jarní píseň (1944)
- Kluci na řece (1944)
- Prstýnek (1944)
- Řeka čaruje (1945)
- Hrdinové mlčí (1946)
- Průlom (1946)
- Nikola Šuhaj (1947)
- Alena (1947)
- Návrat domů (1948)
- Divá Bára (1949)
- Němá barikáda (1949)
- Pytlákova schovanka aneb Šlechetný milionář (1949)
- Veselý souboj (1950)
- Slovo dělá ženu (1952)